# Nicolás Ezequiel Gorosito
Nicolás Ezequiel Gorosito (Santa Fe (Argentina), 17 d'agost de 1988) és un futbolista professional argentí que juga com a defensa central per l'FC Košice.

## Carrera de club
El 18 de juny de 2012, Gorosito va fitxar per l'Slovan Bratislava amb un contracte per quatre anys.

### Albacete
El 13 de gener de 2018, després que no hagués jugat cap partit de lliga durant la temporada, Gorosito va signar contracte per 18 mesos amb l'Albacete Balompié de segona divisió.